# Liga Cordobesa de Fútbol
La Liga Cordobesa de Fútbol (LCF) es una liga regional de fútbol Argentina, en la que participan clubes de la ciudad de Córdoba y de localidades aledañas.
A nivel nacional, el campeonato se ubica por debajo de la 4.ª categoría para los clubes indirectamente afiliados a la AFA, más específicamente debajo del Torneo Regional Federal Amateur.
Actual e históricamente, la Liga Cordobesa ha sido una de las más importantes e influyentes de Argentina. Desde 2023, la Liga Cordobesa está representada a nivel nacional por los clubes Talleres, Belgrano, Instituto (Liga Profesional de Fútbol).
En el torneo local, desde el año 2025, participan 42 equipos entre ambas divisiones, luego de que 4 clubes ascendieran a Primera A para esa temporada. Al final del campeonato, se otorgan 2 plazas para la participación en el Torneo Regional Federal Amateur. Desde la temporada 2012, también se desarrolla el torneo oficial de fútbol femenino.

## Equipos participantes
En la temporada 2025 participan los siguientes equipos:

### Primera "A"
| Equipo                             | Localidad        | Estadio                                |
| ---------------------------------- | ---------------- | -------------------------------------- |
| Club Atlético Amsurrbac            | Córdoba          | Estadio Julio Mauricio Saillen         |
| Club Atlético Argentino Peñarol    | Córdoba          | Estadio El trampero de Arguello        |
| Club Atlético Carlos Paz           | Villa Carlos Paz | Estadio Hermanos Rubén y Jorge Pallaro |
| Club Atlético Barrio Parque        | Córdoba          | Estadio Lorenzo Barzola                |
| Club Atlético Belgrano             | Córdoba          | Predio Armando Pérez                   |
| Club Atlético Camioneros Córdoba   | Córdoba          | Estadio sin nombre                     |
| Club Infantil Barrio Ituzaingó     | Córdoba          | Estadio sin nombre                     |
| Club Deportivo Atalaya             | Córdoba          | Estadio sin nombre                     |
| Club Escuela Presidente Roca       | Córdoba          | Estadio sin nombre                     |
| Club Atlético General Paz Juniors  | Córdoba          | Estadio Carlos Lalo Lacasia            |
| Club Atlético Huracán              | Córdoba          | Estadio José Luis Cuciuffo             |
| Instituto Atlético Central Córdoba | Córdoba          | Predio La Agustina                     |
| Club Atlético Las Flores           | Córdoba          | Estadio Basilio Guerrero               |
| Club Atlético Las Palmas           | Córdoba          | Estadio Las Palmas                     |
| Club Atlético Libertad             | Córdoba          | Estadio sin nombre                     |
| Club Atlético Los Andes            | Córdoba          | Estadio Fadel Nasif                    |
| Club Atlético Racing               | Córdoba          | Estadio Miguel Sancho                  |
| Club Atlético San Lorenzo          | Córdoba          | Estadio Yamil Simes                    |
| Club Atlético Talleres             | Córdoba          | Predio Amadeo Nuccetelli               |
| Club Unión San Vicente             | Córdoba          | Estadio La Talquera                    |
| Club Atlético Universitario        | Córdoba          | Estadio Arquitecto Adolfo Vanni        |
| Club Deportivo Villa Azalais       | Córdoba          | Estadio El coliseo de Villa Azalais    |

### Primera "B"
| Equipo                             | Localidad           | Estadio                               |
| ---------------------------------- | ------------------- | ------------------------------------- |
| Club Atlético All Boys             | Córdoba             | Estadio Héroes de Malvinas            |
| Club Atlético Almirante Brown      | Malagueño           | Estadio Eulogio Reyna                 |
| Club Atlético Avellaneda           | Córdoba             | Estadio sin nombre                    |
| Club Deportivo Banfield            | Córdoba             | Estadio Mito Diaz                     |
| Club Atlético Bella Vista          | Córdoba             | Estadio Albino Gonzo                  |
| Club Atlético Calera Central       | La Calera           | Estadio sin nombre                    |
| Club Deportivo Alberdi             | Córdoba             | Estadio sin nombre                    |
| Club Defensores Central Córdoba    | Córdoba             | Estadio sin nombre                    |
| Club Dep. Defensores Juveniles     | Córdoba             | Estadio Ingeniero Gabriel Wamba       |
| Asociación Deportivo Norte         | Alta Gracia         | Estadio Hugo Roberto Vázquez          |
| Club Atlético El Carmen            | Monte Cristo        | Estadio sin nombre                    |
| C. A. Juvenil Barrio Comercial     | Córdoba             | Estadio sin nombre                    |
| Club Atlético Independiente        | Villa Carlos Paz    | Estadio La Frontera                   |
| Club La Unión de Malvinas          | Malvinas Argentinas | Estadio Municipal Malvinas Argentinas |
| Club Social y Deportivo Lasallano  | Córdoba             | Estadio sin nombre                    |
| Atlético MEDEA Club                | Córdoba             | Estadio MEDEA                         |
| Quilmes Atlético Club              | Córdoba             | Estadio sin nombre                    |
| Club Deportivo San Nicolás         | Villa San Nicolás   | Estadio sin nombre                    |
| Club Atlético Unión Florida        | Córdoba             | Estadio sin nombre                    |
| Club Atlético Villa Siburu Central | Córdoba             | Estadio sin nombre                    |

### Inferiores
Además de los equipos presentados en la sección anterior, los siguientes clubes están inscritos en la Liga Cordobesa de Fútbol pero participan únicamente en inferiores:
| Equipo                      | Localidad | Estadio            |
| Club Atlético Los Andes     | Córdoba   | Fadel Nasif        |
| --------------------------- | --------- | ------------------ |
| Deportes y Recreación       | Córdoba   | Estadio sin nombre |
| Club Atlético Lobos del Sur | Córdoba   | Estadio sin nombre |

### Femenino Primera "A"
Nota: En negrita aquellos equipos de fútbol femenino que poseen su propio artículo en Wikipedia, o en su defecto, una sección propia con información del equipo femenino en el artículo del club. Los demás, redireccionan al equipo masculino.
| Equipo                             | Localidad           | Estadio                                |
| ---------------------------------- | ------------------- | -------------------------------------- |
| Club Atlético All Boys             | Córdoba             | Estadio Héroes de Malvinas             |
| Club Atlético Argentino Peñarol    | Córdoba             | Estadio El trampero de Arguello        |
| Club Atlético Carlos Paz           | Villa Carlos Paz    | Estadio Hermanos Rubén y Jorge Pallaro |
| Club Atlético Barrio Parque        | Córdoba             | Estadio Lorenzo Barzola                |
| Club Atlético Belgrano             | Córdoba             | Predio Armando Pérez                   |
| Club Atlético Camioneros Córdoba   | Córdoba             | Estadio sin nombre                     |
| Deportes y Recreación              | Córdoba             | Estadio sin nombre                     |
| Club Atlético El Carmen            | Monte Cristo        | Estadio sin nombre                     |
| Club Atlético General Paz Juniors  | Córdoba             | Estadio Carlos Lalo Lacasia            |
| Instituto Atlético Central Córdoba | Córdoba             | Predio La Agustina                     |
| Club La Unión de Malvinas          | Malvinas Argentinas | Estadio Municipal Malvinas Argentinas  |
| Club Atlético Las Palmas           | Córdoba             | Estadio Las Palmas                     |
| Club Social y Deportivo Lasallano  | Córdoba             | Estadio sin nombre                     |
| Club Atlético Racing               | Córdoba             | Estadio Miguel Sancho                  |
| Club Atlético Talleres             | Córdoba             | Predio Amadeo Nuccetelli               |

### Femenino Primera "B"
| Equipo                             | Localidad | Estadio                             |
| ---------------------------------- | --------- | ----------------------------------- |
| Club Deportivo Alianza             | Córdoba   | Estadio sin nombre                  |
| Club América Unida                 | Córdoba   | Estadio sin nombre                  |
| Club Atlético Amsurrbac            | Córdoba   | Estadio sin nombre                  |
| Club Atlético Avellaneda           | Córdoba   | Estadio sin nombre                  |
| Club Deportivo Atalaya             | Córdoba   | Estadio sin nombre                  |
| C. B. P. R. Deportivo Alberdi      | Córdoba   | Estadio sin nombre                  |
| Escuela Deportiva Rancagua         | Córdoba   | Estadio sin nombre                  |
| Club Atlético Perkins              | Córdoba   | Estadio sin nombre                  |
| Club Atlético San Lorenzo          | Córdoba   | Estadio Yamil Simes                 |
| Club Unión San Vicente             | Córdoba   | Estadio La Talquera                 |
| Club Atlético Unión Florida        | Córdoba   | Estadio sin nombre                  |
| Club Atlético Universitario        | Córdoba   | Estadio Arquitecto Adolfo Vanni     |
| Club Deportivo Villa Azalais       | Córdoba   | Estadio El coliseo de Villa Azalais |
| Club Atlético Villa Siburu Central | Córdoba   | Estadio sin nombre                  |

## Campeones por año

### Era amateur (Federación Cordobesa de Football)
| Edición | Campeón                            |
| ------- | ---------------------------------- |
| 1913    | Club Atlético Belgrano             |
| 1914    | Club Atlético Belgrano             |
| 1915    | Club Atlético Talleres             |
| 1916    | Club Atlético Talleres             |
| 1917    | Club Atlético Belgrano             |
| 1918    | Club Atlético Talleres             |
| 1919    | Club Atlético Belgrano             |
| 1920    | Club Atlético Belgrano             |
| 1921    | Club Atlético Talleres             |
| 1922    | Club Atlético Talleres             |
| 1923    | Club Atlético Talleres             |
| 1924    | Club Atlético Talleres             |
| 1925    | Instituto Atlético Central Córdoba |
| 1926    | Instituto Atlético Central Córdoba |
| 1927    | Instituto Atlético Central Córdoba |
| 1928    | Instituto Atlético Central Córdoba |
| 1929    | Club Atlético Belgrano             |
| 1930    | Club Atlético Belgrano             |
| 1931    | Club Atlético Belgrano             |
| 1932    | Club Atlético Belgrano             |

### Era Profesional (Liga Cordobesa de Fútbol)
| Edición | Campeón                                          |
| ------- | ------------------------------------------------ |
| 1933    | Club Atlético Belgrano                           |
| 1934    | Club Atlético Talleres                           |
| 1935    | Club Atlético Belgrano                           |
| 1936    | Club Atlético Belgrano                           |
| 1937    | Club Atlético Belgrano                           |
| 1938    | Club Atlético Talleres                           |
| 1939    | Club Atlético Talleres                           |
| 1940    | Club Atlético Belgrano                           |
| 1941    | Club Atlético Talleres                           |
| 1942    | Club Atlético Universitario                      |
| 1943    | Club Atlético General Paz Juniors                |
| 1944    | Club Atlético Talleres                           |
| 1945    | Club Atlético Talleres                           |
| 1946    | Club Atlético Belgrano                           |
| 1947    | Club Atlético Belgrano                           |
| 1948    | Club Atlético Talleres                           |
| 1949    | Club Atlético Talleres                           |
| 1950    | Club Atlético Belgrano                           |
| 1951    | Club Atlético Talleres                           |
| 1952    | Club Atlético Belgrano                           |
| 1953    | Club Atlético Talleres                           |
| 1954    | Club Atlético Belgrano                           |
| 1955    | Club Atlético Belgrano                           |
| 1956    | Club Atlético Sportivo Belgrano                  |
| 1957    | Club Atlético Belgrano                           |
| 1958    | Club Atlético Talleres                           |
| 1959    | Club Atlético Sportivo Belgrano                  |
| 1960    | Club Atlético Talleres                           |
| 1961    | Instituto Atlético Central Córdoba               |
| 1962    | Club Atlético Racing                             |
| 1963    | Club Atlético Talleres                           |
| 1964    | Club Atlético General Paz Juniors                |
| 1965    | Club Atlético Racing                             |
| 1966    | Instituto Atlético Central Córdoba               |
| 1967    | Club Atlético Racing                             |
| 1968    | Club Atlético Sportivo Belgrano                  |
| 1969    | Club Atlético Talleres                           |
| 1970    | Club Atlético Belgrano                           |
| 1971    | Club Atlético Belgrano                           |
| 1972    | Instituto Atlético Central Córdoba               |
| 1973    | Club Atlético Belgrano                           |
| 1974    | Club Atlético Talleres                           |
| 1975    | Club Atlético Talleres                           |
| 1976    | Club Atlético Talleres                           |
| 1977    | Club Atlético Talleres                           |
| 1978    | Club Atlético Talleres                           |
| 1979    | Club Atlético Talleres                           |
| 1980    | Club Atlético Racing                             |
| 1981    | Club Atlético Racing                             |
| 1982    | Club Unión San Vicente                           |
| 1983    | Club Unión San Vicente                           |
| 1984    | Club Atlético Belgrano                           |
| 1985    | Club Atlético Belgrano                           |
| 1988    | Club Atlético Sportivo Belgrano                  |
| 1989    | Club Atlético General Paz Juniors                |
| 1990    | Instituto Atlético Central Córdoba               |
| 1991    | Club Atlético General Paz Juniors                |
| 1992    | Club Unión San Vicente                           |
| 1993    | Club Atlético Huracán                            |
| 1994    | Club Atlético Racing                             |
| 1995    | Club Atlético General Paz Juniors                |
| 1996    | Club Atlético Alumni                             |
| 1997    | Club Atlético General Paz Juniors                |
| 1998    | Club Atlético Bella Vista                        |
| 1999    | Club Atlético Alumni                             |
| 2000    | Club Atlético Universitario                      |
| 2001    | Club Unión San Vicente                           |
| 2002    | Club Atlético Avellaneda                         |
| 2003    | Club Atlético Racing                             |
| 2004    | Club Atlético General Paz Juniors                |
| 2005    | Club Atlético Escuela Presidente Roca            |
| 2006    | Club Atlético Las Palmas                         |
| 2007    | Club Atlético Escuela Presidente Roca            |
| 2008    | Club Atlético Las Palmas                         |
| 2009    | Club Atlético Las Palmas                         |
| 2010    | Club Atlético San Lorenzo                        |
| 2011    | Club Unión San Vicente                           |
| 2012    | Club Atlético Argentino Peñarol                  |
| 2013    | Club Atlético Belgrano                           |
| 2014    | Club Atlético Argentino Peñarol                  |
| 2015    | Club Atlético Almirante Brown                    |
| 2016    | Club Atlético Las Palmas                         |
| 2017    | Instituto Atlético Central Córdoba               |
| 2018    | Club Atlético Argentino Peñarol                  |
|         | Club Atlético Barrio Parque (Copa Córdoba)       |
| 2019    | Club Atlético Racing                             |
|         | Club Atlético General Paz Juniors (Copa Córdoba) |
| 2020    | No se disputó                                    |
| 2021    | Club Atlético General Paz Juniors                |
| 2022    | Club Atlético General Paz Juniors                |
| 2023    | Club Atlético Camioneros Córdoba                 |
| 2024    | Club Atlético General Paz Juniors                |

### Primera A Femenina
| Edición | Campeón                                           |
| ------- | ------------------------------------------------- |
| 2012    | Club Atlético Belgrano                            |
| 2013    | Club Atlético Belgrano                            |
| 2014    | Atlético MEDEA Club                               |
| 2015    | Club Atlético Belgrano                            |
| 2016    | Club Atlético Belgrano                            |
| 2017    | Club Atlético Belgrano                            |
| 2018    | Club Atlético Racing                              |
| 2019    | Club Atlético Belgrano                            |
|         | Club Atlético Belgrano (Copa Córdoba)             |
| 2020    | Torneo cancelado por la pandemia de COVID-19.     |
| 2021    | Club Atlético Belgrano                            |
|         | Club Atlético Belgrano (Copa Córdoba)             |
| 2022    | Club Atlético Camioneros Córdoba                  |
|         | Club Atlético Talleres (Copa Córdoba)             |
| 2023    | Club Atlético Camioneros Córdoba                  |
|         | Instituto Atlético Central Córdoba (Copa Córdoba) |
| 2024    | Club Atlético Talleres                            |
|         | Club Atlético El Carmen (Copa Córdoba)            |

## Palmarés

### Títulos de Primera A de LCF masculinos
- Fuente: Sitio oficial de la Liga Cordobesa de Fútbol[3]

| Club                               | Títulos |
| ---------------------------------- | --- |
| Talleres                           | 27 (1915, 1916, 1918, 1921, 1922, 1923, 1924, 1934, 1938, 1939, 1941, 1944, 1945, 1948, 1949, 1951, 1953, 1958, 1960, 1963, 1969, 1974, 1975, 1976, 1977, 1978, 1979) |
| Belgrano                           | 27 (1913, 1914, 1917, 1919, 1920, 1929, 1930, 1931, 1932, 1933, 1935, 1936, 1937, 1940, 1946, 1947, 1950, 1952, 1954, 1955, 1957, 1970, 1971, 1973, 1984, 1985, 2013) |
| Juniors                            | 10 (1943, 1964, 1989, 1991, 1995, 1997, 2003, 2021, 2022, 2024) |
| Instituto                          | 9 (1925, 1926, 1927, 1928, 1961, 1966, 1972, 1990, 2017) |
| Racing                             | 8 (1962, 1965, 1967, 1980, 1981, 1994, 2004, 2019) |
| Sportivo Belgrano* (San Francisco) | 5 (1956, 1959, 1968, 1987, 1988) |
| Unión San Vicente                  | 5 (1982, 1983, 1992, 2001, 2011) |
| Las Palmas                         | 4 (2006, 2008, 2009, 2016) |
| Argentino Peñarol                  | 4 (2012, 2014, 2018, 2019) |
| Alumni (Villa María)               | 2 (1996, 1999) |
| Universitario                      | 2 (1942, 2000) |
| Escuela Presidente Roca            | 2 (2005, 2007) |
| Huracán                            | 1 (1993) |
| Bella Vista                        | 1 (1998) |
| Avellaneda                         | 1 (2002) |
| San Lorenzo                        | 1 (2010) |
| Almirante Brown (Malagueño)        | 1 (2015) |
| Camioneros                         | 1 (2023) |

* Actualmente afiliado a la Liga Regional de Fútbol San Francisco

### Títulos de Primera A de LCF femeninos
| Club       | Títulos                                      |
| ---------- | -------------------------------------------- |
| Belgrano   | 7 (2012, 2013, 2015, 2016, 2017, 2019, 2021) |
| Camioneros | 2 (2022, 2023)                               |
| Talleres   | 1 (2024)                                     |
| Racing     | 1 (2018)                                     |
| Medea      | 1 (2014)                                     |

### Títulos de la Selección
La selección de la Liga Cordobesa obtuvo los siguientes títulos:
| Competición                     | Títulos                       | Sucampeonatos        |
| ------------------------------- | ----------------------------- | -------------------- |
| Campeonato Argentino Interligas | 4 (1942, 1958, 1962, 1979–80) | 3 (1922, 1946, 1950) |
| Copa Doctor Carlos Ibarguren    | 1 (1958)                      | 1 (1942)             |

## Clásicos
| Clásicos                                     | Equipo 1                | Equipo 2            |
| -------------------------------------------- | ----------------------- | ------------------- |
| Clásico cordobés                             | Belgrano                | Talleres            |
| Clásico Instituto-Racing                     | Instituto               | Racing              |
| Poker de grandes cordobeses                  | Instituto               | Belgrano            |
| Poker de grandes cordobeses                  | Instituto               | Talleres            |
| Poker de grandes cordobeses                  | Racing                  | Belgrano            |
| Poker de grandes cordobeses                  | Racing                  | Talleres            |
| Clásico Interbarrial Pueyrredón-Juniors      | Racing                  | General Paz Juniors |
| Clásico Interbarrial San Vicente-Juniors     | Unión San Vicente       | General Paz Juniors |
| Clásico USV-Bella Vista                      | Unión San Vicente       | Bella Vista         |
| Clásico GPJ-Bella Vista                      | General Paz Juniors     | Bella Vista         |
| Clásico del barrio Las Flores                | San Lorenzo de Córdoba  | Las Flores          |
| Clásico Peñarol-Huracán                      | Peñarol                 | Huracán La France   |
| Clásico presidencial                         | Escuela Presidente Roca | Avellaneda          |
| Clásico de los sindicatos                    | Camioneros Córdoba      | Amsurrbac           |
| Clásico Interbarrial Las Palmas-Alto Alberdi | Las Palmas              | Universitario       |
| Clásico cordobés del ascenso                 | Las Palmas              | Peñarol             |

## Clubes cordobeses en torneos de AFA
Se enumeran los equipos de la LCF que compiten actualmente o compitieron en torneos organizados por la Asociación del Fútbol Argentino:
| Denominación            | Torneo actual                   | Mayor categoría alcanzada                                       |
| ----------------------- | ------------------------------- | --------------------------------------------------------------- |
| Talleres                | Primera División de Argentina   | Primera División                                                |
| Belgrano                | Primera División de Argentina   | Primera División                                                |
| Instituto               | Primera División de Argentina   | Primera División                                                |
| Racing                  | Primera Nacional                | Primera División                                                |
| General Paz Juniors     | Torneo Regional Federal Amateur | Segunda División (B Nacional 2000/01)                           |
| Universitario           | Torneo Regional Federal Amateur | Tercera División (TDI (1986-1995) - temporada 1989/90)          |
| Las Palmas              | Torneo Regional Federal Amateur | Cuarta División                                                 |
| Unión San Vicente       |                                 | Primera División (Nacional 1982, 1983, 1984)                    |
| Argentino Peñarol       |                                 | Tercera División (TDI (1986-1995) - temporada 1988/89)          |
| San Lorenzo             |                                 | Tercera División (TDI (1986-1995) - temporada 1990/91)          |
| Deportivo Colón         |                                 | Tercera División (TDI (1986-1995) - temporada 1986/87, 1992/93) |
| Huracán                 |                                 | Cuarta División (Argentino B 1995/96, 2000/01)                  |
| Bella Vista             |                                 | Cuarta División (Argentino B 2000/01, 2001/02)                  |
| Escuela Presidente Roca |                                 | Cuarta División (Argentino B 2002/03, 2003/04)                  |
| Avellaneda              |                                 | Cuarta División (Argentino B 2003/04)                           |

## Temporadas en la Liga Cordobesa
Actualizado el 5 de octubre de 2022.
La Primera C y la Primera D, 3.ª y 4.ª división respectivamente existieron algunos años, hoy son divisiones extintas.
Los clubes en negrita son los que aún siguen afiliados a la Liga Cordobesa de Fútbol.
| Club                                      | Primera A | Primera B | Primera C | Primera D | Participaciones totales |
| ----------------------------------------- | --------- | --------- | --------- | --------- | ----------------------- |
| Belgrano                                  | 105       | 0         | 0         | 0         | 105                     |
| General Paz Juniors                       | 99        | 6         | 0         | 0         | 105                     |
| Talleres/Central Córdoba                  | 96        | 1         | 0         | 0         | 97                      |
| Universitario                             | 88        | 17        | 0         | 0         | 105                     |
| Instituto                                 | 87        | 7         | 0         | 0         | 94                      |
| Racing (N. Italia)                        | 70        | 16        | 0         | 0         | 87                      |
| Argentino Peñarol                         | 66        | 38        | 0         | 0         | 104                     |
| Huracán (La France)                       | 60        | 33        | 0         | 0         | 93                      |
| Sp. Belgrano (SF)                         | 56        | 1         | 0         | 0         | 57                      |
| San Lorenzo                               | 47        | 41        | 0         | 0         | 88                      |
| Las Palmas                                | 47        | 23        | 3         | 0         | 73                      |
| Esc. Pte. Roca                            | 41        | 39        | 7         | 0         | 87                      |
| Unión San Vicente                         | 40        | 0         | 0         | 0         | 40                      |
| Lavalle                                   | 28        | 23        | 1         | 0         | 52                      |
| Bella Vista                               | 24        | 56        | 8         | 0         | 88                      |
| Audax Córdoba                             | 24        | 13        | 17        | 8         | 62                      |
| Las Flores                                | 20        | 43        | 10        | 2         | 72                      |
| Libertad/Nacional                         | 19        | 71        | 8         | 0         | 98                      |
| Avellaneda                                | 19        | 43        | 10        | 2         | 74                      |
| Atl. Carlos Paz (VCP)                     | 18        | 6         | 3         | 0         | 27                      |
| Barrio Parque                             | 16        | 5         | 3         | 0         | 24                      |
| Villa Azalais                             | 14        | 41        | 14        | 0         | 69                      |
| Lasallano                                 | 14        | 14        | 0         | 0         | 28                      |
| Los Andes                                 | 13        | 69        | 15        | 1         | 98                      |
| Dep. Atalaya                              | 13        | 18        | 14        | 6         | 51                      |
| Alumni (Villa María)                      | 13        | 1         | 0         | 0         | 14                      |
| Dep. Colón                                | 11        | 0         | 0         | 0         | 11                      |
| Palermo                                   | 10        | 41        | 5         | 0         | 56                      |
| Almirante Brown (Malagueño)               | 8         | 13        | 7         | 0         | 28                      |
| All Boys                                  | 7         | 45        | 22        | 0         | 74                      |
| Fomento Sport                             | 5         | 1         | 0         | 0         | 6                       |
| Bolívar                                   | 4         | 40        | 25        | 1         | 70                      |
| Argentino Flores                          | 4         | 14        | 31        | 2         | 51                      |
| Leandro N. Alem                           | 4         | 7         | 0         | 0         | 11                      |
| A.M.S.U.R.R.Ba.C.                         | 4         | 2         | 0         | 0         | 6                       |
| 9 de Julio                                | 3         | 49        | 23        | 0         | 75                      |
| M.E.D.E.A.                                | 3         | 19        | 2         | 0         | 24                      |
| Dep. Alberdi                              | 3         | 16        | 1         | 0         | 20                      |
| Córdoba Central                           | 3         | 15        | 0         | 0         | 18                      |
| Camioneros (Córdoba)                      | 3         | 1         | 0         | 0         | 4                       |
| C.I.B.I.                                  | 2         | 20        | 5         | 0         | 27                      |
| Sp. Alta Gracia (Alta Gracia)             | 2         | 19        | 0         | 0         | 21                      |
| Juvenil Barrio Comercial                  | 2         | 17        | 16        | 11        | 46                      |
| Dep. Norte (Alta Gracia)                  | 2         | 15        | 9         | 0         | 26                      |
| Agronomía                                 | 2         | 0         | 0         | 0         | 2                       |
| Argentino Central                         | 1         | 44        | 12        | 1         | 58                      |
| Banco de Córdoba                          | 1         | 15        | 3         | 0         | 19                      |
| Calera Central (La Calera)                | 1         | 11        | 0         | 0         | 12                      |
| Escuela de Comercio                       | 1         | 4         | 0         | 0         | 5                       |
| Vélez Sarsfield                           | 1         | 3         | 15        | 8         | 27                      |
| Alta Córdoba                              | 1         | 1         | 0         | 0         | 2                       |
| Central Argentino                         | 1         | 1         | 0         | 0         | 2                       |
| Columbian                                 | 1         | 1         | 0         | 0         | 2                       |
| Correos y Telégrafos                      | 1         | 1         | 0         | 0         | 2                       |
| San Martín                                | 1         | 1         | 0         | 0         | 2                       |
| Alianza San Martín                        | 1         | 0         | 0         | 0         | 1                       |
| Argentino                                 | 1         | 0         | 0         | 0         | 1                       |
| Estudiantes (Río Cuarto)                  | 1         | 0         | 0         | 0         | 1                       |
| General Roca                              | 1         | 0         | 0         | 0         | 1                       |
| Unión Florida                             | 0         | 44        | 31        | 0         | 75                      |
| Alas Argentinas                           | 0         | 34        | 22        | 0         | 56                      |
| Dep. Banfield                             | 0         | 26        | 20        | 11        | 57                      |
| Villa Sibiru                              | 0         | 19        | 33        | 8         | 60                      |
| Defensores Juveniles                      | 0         | 17        | 11        | 0         | 28                      |
| Independiente (VCP)                       | 0         | 15        | 0         | 0         | 15                      |
| Sportivo Barracas                         | 0         | 13        | 0         | 0         | 13                      |
| La Unión (Malv. Argentinas)               | 0         | 11        | 0         | 0         | 11                      |
| El Carmen (Monte Cristo)                  | 0         | 10        | 0         | 0         | 10                      |
| La Salle                                  | 0         | 9         | 8         | 7         | 24                      |
| Belgrano II (Reserva)                     | 0         | 9         | 0         | 0         | 9                       |
| Sparta                                    | 0         | 7         | 0         | 0         | 7                       |
| General Paz Juniors II A (Reserva A)      | 0         | 6         | 0         | 0         | 6                       |
| Talleres II (Reserva)                     | 0         | 6         | 0         | 0         | 6                       |
| Central Norte                             | 0         | 5         | 25        | 9         | 39                      |
| Martín Ferreyra (Malagueño)               | 0         | 5         | 1         | 0         | 6                       |
| Argentino Peñarol II (Reserva)            | 0         | 4         | 0         | 0         | 4                       |
| Universitario II (Reserva)                | 0         | 4         | 0         | 0         | 4                       |
| Saldán                                    | 0         | 4         | 0         | 0         | 4                       |
| Colón (Alta Gracia)                       | 0         | 4         | 0         | 0         | 4                       |
| General Paz Juniors II B (Reserva B)      | 0         | 3         | 0         | 0         | 3                       |
| Audax Córdoba II (Reserva)                | 0         | 3         | 0         | 0         | 3                       |
| Defensores Central Córdoba                | 0         | 3         | 0         | 0         | 3                       |
| Central Alberdi                           | 0         | 2         | 27        | 10        | 39                      |
| Atlántica                                 | 0         | 2         | 2         | 0         | 4                       |
| Tráfico                                   | 0         | 2         | 0         | 0         | 2                       |
| Escuela de Comercio II (Reserva)          | 0         | 2         | 0         | 0         | 2                       |
| Sud América                               | 0         | 2         | 0         | 0         | 2                       |
| Ferreyra                                  | 0         | 2         | 0         | 0         | 2                       |
| Juvenil Barrio Comercial B (Monte Cristo) | 0         | 2         | 0         | 0         | 2                       |
| Hogar Obrero                              | 0         | 1         | 5         | 0         | 6                       |
| Alianza Santa Isabel                      | 0         | 1         | 4         | 0         | 5                       |
| Agronomía II (Reserva)                    | 0         | 1         | 0         | 0         | 1                       |
| Colegio Nacional                          | 0         | 1         | 0         | 0         | 1                       |
| General Paz                               | 0         | 1         | 0         | 0         | 1                       |
| San Isidro                                | 0         | 1         | 0         | 0         | 1                       |
| Sudamericano                              | 0         | 1         | 0         | 0         | 1                       |
| Alta Córdoba II (Reserva)                 | 0         | 1         | 0         | 0         | 1                       |
| Racing (Antiguo)                          | 0         | 1         | 0         | 0         | 1                       |
| Bristol                                   | 0         | 1         | 0         | 0         | 1                       |
| Provincial                                | 0         | 1         | 0         | 0         | 1                       |
| Fomento Sport II (Reserva)                | 0         | 1         | 0         | 0         | 1                       |
| General Roca II (Reserva)                 | 0         | 1         | 0         | 0         | 1                       |
| Central Argentino II (Reserva)            | 0         | 1         | 0         | 0         | 1                       |
| Instituto II (Reserva)                    | 0         | 1         | 0         | 0         | 1                       |
| Vélez Sarsfield II (Reserva)              | 0         | 1         | 0         | 0         | 1                       |
| Alianza Colón                             | 0         | 1         | 0         | 0         | 1                       |
| Alianza Arg. Flores/Atalaya               | 0         | 1         | 0         | 0         | 1                       |
| C.A. de La Calera (La Calera)             | 0         | 1         | 0         | 0         | 1                       |
| Alianza Juvenil B° Comercial/Atlántica    | 0         | 1         | 0         | 0         | 1                       |
| Recreativo Km 711 (Malv. Argentinas)      | 0         | 1         | 0         | 0         | 1                       |
| Quilmes (Villa Allende)                   | 0         | 1         | 0         | 0         | 1                       |
| Atlético Villa El Libertador              | 0         | 1         | 0         | 0         | 1                       |
| Las Rosas                                 | 0         | 0         | 10        | 9         | 19                      |
| Los Indios                                | 0         | 0         | 8         | 0         | 8                       |
| Obras Sanitaria                           | 0         | 0         | 6         | 8         | 14                      |
| José Manuel Estrada                       | 0         | 0         | 5         | 14        | 19                      |
| Arguello Juniors                          | 0         | 0         | 5         | 0         | 5                       |
| Santa Elena                               | 0         | 0         | 3         | 0         | 3                       |
| Estudiantes                               | 0         | 0         | 2         | 0         | 2                       |
| Jorge Newbery                             | 0         | 0         | 2         | 0         | 2                       |
| Libertador Gral. San Martín               | 0         | 0         | 1         | 9         | 10                      |
| Huracán II (Reserva)                      | 0         | 0         | 1         | 0         | 1                       |
| Círculo Italiano                          | 0         | 0         | 0         | 2         | 2                       |